# 麻生磯次
麻生 磯次（あそう いそじ、1896年〈明治29年〉7月21日 - 1979年〈昭和54年〉9月9日）は、日本の国文学者。学位は、文学博士（東京帝国大学・論文博士・1944年）（学位論文「近世文学の支那的原拠と読本の研究」）。東京大学名誉教授。日本学士院会員、文化功労者。正三位勲一等瑞宝章没後追贈。

## 経歴
1896年、千葉県武射郡睦岡村（現在の千葉県山武市）出身。1917年第一高等学校英法科卒業、1920年東京帝国大学文学部を卒業。
同1920年より、朝鮮総督府編集書記。1923年、東京帝国大学大学院へ入学。愛知県第一高等女学校高等科教授、第六高等学校教授を経て、1925年に京城帝国大学教授に着任した。1942年、第一高等学校教授。1944年、東京帝国大学に学位論文「近世文学の支那的原拠と読本の研究」を提出して文学博士の学位を取得。
戦後は1948年、第一高等学校長となった。1949、年東京大学教養学部教授。東京大学では、大学評議員、教養学部長、文学部長を務めた。池田亀鑑の国文科教授昇進に強力に反対した時枝誠記の推薦により、国文科教授も務める。
1957年学習院大学教授に就任。学習院大学では、大学長、理事、第19代学習院院長を務めた。1960年定年退官、東京大学名誉教授。また、1966年に日本学士院会員に選出される。1971年、講書始で御進講。1979年（昭和54年）9月9日、老衰のため千葉県市川市の自宅にて死去。83歳没。墓所は市川市総武霊園。

## 受賞・栄典
- 1970年：文化功労者[1]
- 1974年：出身地の千葉県山武町の名誉町民第一号に選ばれた[5]。
- 1979年：死後、正三位と勲一等瑞宝章が追贈された[1]。
- 1989年：千葉県市川市名誉市民に選ばれる[5][6]。生前に市川市文化財審議会の初代委員長を務めたことによる。

## 著作

### 著書
- 『近世生活と国文学』至文堂、1925
- 『俳趣味の発達』八木書店、1943
- 『滝沢馬琴』三省堂、1943
- 『宣長の古道観』至文堂、1944
- 『註釈源氏物語』至文堂、1944
- 『江戸文学と支那文学』三省堂出版、1946
- 『笑の研究－日本文学の洒落性と滑稽の発達』東京堂、1947
- 『川柳雑俳の研究』東京堂、1948
- 『日本文学史』至文堂、1949
- 『ぼくらの日本文学』東京堂、1950
- 『近世小説』至文堂、1951
- 『滑稽文学論』東京大学出版会、1954
- 『江戸小説概論』山田書院、1956
- 『国文解釈と国文学史』山田書院、1957
- 『芭蕉・その作品と生涯』山田書院、1957
- 『教養の国文学史』旺文社、1957
- 『俳文・俳論』山田書院、1958
- 『古文解釈の原理と応用』（石沢胖 共著）山田書院、1958
- 『総合国語辞典』松田武夫、市古貞次共編 山田書院、1958
- 『滝沢馬琴』（人物叢書）吉川弘文館、1959　
  - （新装版）1987　ISBN　9784642050951
  - （オンデマンド版）2021、ISBN　9784642750950
- 『古典との対話』明治書院、1966
- 『日本文学史概論』明治書院、1967
- 『喜寿回顧 教員生活五十年』明治書院、1974
- 『芭蕉物語』新潮社、1975
- 『若き芭蕉』新潮社、1976